# Immun Defekt Foreningen
Immun Defekt Foreningen, Landsforeningen til støtte for primær immundefekte patienter i Danmark er en dansk forening der blev stiftet d. 16. marts 1984, i daglig tale kaldes det dog Immun Defekt Foreningen eller IDF.
Foreningens formål er at samle de danske patienter der har en immundefekt og patienternes pårørende i en organisation som skal tilgodese patienternes interesser. Folk som ikke har en immundefekt eller kender en med det, men bare er interesseret er også velkommen.
Der afholdes flere arrangementer i løbet af året, for foreningens medlemmer, generalforsamling, landsmøde og andre mindre arrangementer i hele landet.
Foreningen er tilsluttet International Patient Organization for Primary Immunodeficiences (IPOPI) og Kontaktudvalget for Mindre Sygdoms- og handicapgrupper (KMS)
Efter 10 års formandskab, takkede Svend Fandrup i 2010 af, efter det store arbejde han har gjort med Immun Defekt Foreningen, hvor de første års arbejde endda foregik fra Bruxelles. Desuden takkede Christina Voigt også af som næstformand. I stedet for kom Annette Vestberg Lund ind som formand og Dorrit Holmsgaard Eskesen kom ind som næstformand.

## Ekstern henvisning
- IDFs hjemmeside

|  | Infoboks uden skabelon Denne artikel har en infoboks dannet af en tabel eller tilsvarende. |